# Сент-Клэр (Миннесота)
Сент-Клэр (англ. St. Clair) — город в округе Блу-Эрт, штат Миннесота, США. На площади 1,4 км² (1,4 км² — суша, водоёмов нет), согласно переписи 2002 года, проживают 827 человек. Плотность населения составляет 576,1 чел./км².
- Телефонный код города — 507
- Почтовый индекс — 56080
- FIPS-код города — 27-56824[1]
- GNIS-идентификатор — 0650553[2]